# Loboschmidtia
Loboschmidtia is een geslacht van rechtvleugeligen uit de familie Euschmidtiidae. De wetenschappelijke naam van dit geslacht is voor het eerst geldig gepubliceerd in 1973 door Descamps.

## Soorten
Het geslacht Loboschmidtia  is monotypisch en omvat slechts de volgende soort:
- Loboschmidtia milleri (Descamps, 1964)